# Hieracium lamprophyllum
Hieracium lamprophyllum es una especie de planta con flor del género Hieracium, de la familia Asteraceae, orden Asterales.

## Distribución
Hieracium lamprophyllum se distribuye por Francia, España y Andorra.

## Taxonomía
Fue descrita científicamente por Scheele.
Tratamiento taxonómico
La especie aparece registrada en una sección de la publicación Linnaea.